# Пх'япоун
Пх'япоун (бірм. ဖျာပုံမြို့) — місто у провінції Іраваді, М'янма.

## Географія
Пх'япоун розташоване на півдні округу Іраваді у дельті однойменної річки.

### Клімат
Місто знаходиться у зоні, котра характеризується мусонним кліматом. Найтепліший місяць — квітень із середньою температурою 29.9 °C (85.8 °F). Найхолодніший місяць — січень, із середньою температурою 25.1 °С (77.2 °F).
| Клімат Пх'япоуна        | Клімат Пх'япоуна | Клімат Пх'япоуна | Клімат Пх'япоуна | Клімат Пх'япоуна | Клімат Пх'япоуна | Клімат Пх'япоуна | Клімат Пх'япоуна | Клімат Пх'япоуна | Клімат Пх'япоуна | Клімат Пх'япоуна | Клімат Пх'япоуна | Клімат Пх'япоуна | Клімат Пх'япоуна |
| Показник                | Січ.             | Лют.             | Бер.             | Квіт.            | Трав.            | Черв.            | Лип.             | Серп.            | Вер.             | Жовт.            | Лист.            | Груд.            | Рік              |
| Середній максимум, °C   | 32,1             | 33,8             | 34,9             | 35,8             | 32,8             | 29,8             | 29,3             | 29,2             | 30,1             | 31,3             | 31,9             | 31,5             | 31,9             |
| Середня температура, °C | 25,1             | 26,6             | 28,2             | 29,9             | 28,8             | 27,1             | 26,6             | 26,6             | 27               | 27,6             | 27               | 25,3             | 27,2             |
| Середній мінімум, °C    | 18,3             | 19,4             | 21,3             | 23,8             | 24,9             | 24,3             | 24               | 24               | 24               | 24,1             | 22,4             | 19,3             | 22,5             |
| Норма опадів, мм        | 4.6              | 2.6              | 5.9              | 23.4             | 332.8            | 659.3            | 645.8            | 728.3            | 444.1            | 217.1            | 76.2             | 9.6              | 3149.7           |
| Днів з опадами          | 0,4              | 0,6              | 0,8              | 2,3              | 16,2             | 27,7             | 30,7             | 29,7             | 23,5             | 12,7             | 4,4              | 0,7              | 149,7            |
| Вологість повітря, %    | 62.5             | 60.5             | 64               | 65               | 77               | 86               | 87.9             | 88.7             | 85.9             | 80.8             | 73.6             | 67.2             | 74.9             |
| ----------------------- | ---------------- | ---------------- | ---------------- | ---------------- | ---------------- | ---------------- | ---------------- | ---------------- | ---------------- | ---------------- | ---------------- | ---------------- | ---------------- |
| Джерело: Weatherbase    |                  |                  |                  |                  |                  |                  |                  |                  |                  |                  |                  |                  |                  |